# Alanäs socken
Alanäs socken i Jämtland är sedan 1974 en del av Strömsunds kommun och motsvarar från 2016 Alanäs distrikt.
Socknens areal är 917,70 kvadratkilometer, varav 767,95 land. År 2000 fanns här 468 invånare. Kyrkbyn Alanäset med sockenkyrkan Alanäs kyrka ligger i socknen. 

## Administrativ historik
Alanäs socken bildades 1808 genom en utbrytning ur Ströms socken. 
Vid kommunreformen 1862 överfördes ansvaret för de kyrkliga frågorna till Alanäs församling och för de borgerliga frågorna till Alanäs landskommun. Landskommunen inkorporerades 1952 i Ströms landskommun som sedan 1974 uppgick i Strömsunds kommun.  Församlingen uppgick 2013 i Ström-Alanäs församling.
1 januari 2016 inrättades distriktet Alanäs, med samma omfattning som församlingen hade 1999/2000.
Socknen har tillhört fögderier, tingslag och domsagor enligt vad som beskrivs i artikeln Jämtland. De indelta soldaterna tillhörde Jämtlands fältjägarregemente.

## Geografi
Alanäs socken ligger kring Flåsjön och dess tillflöde Fånån. Socknen har odlingsbygd vid sjöarna och är i övrigt en kuperad skogsbygd som i Blomsterberget och Bunkfjället i norr når 740 meter över havet.
Länsväg 342 genomkorsar socknen.

### Avgränsning
Alanäs socken har sin sydligaste punkt i sydost, strax öster om orten Lövberga. Denna del av socknen genomkorsas av europaväg 45 och av Inlandsbanan. I sydpunkten ligger "tresockenmötet" Alanäs-Ström-Bodum. Socknen avgränsas här i öster av Bodums socken. Gränsen mellan Alanäs och Bodum är cirka 15 km lång och går norrut till trakten av Svanavattnet (290 m ö.h.). Mellan Svanavattnet och Billingtjärnarna ligger "tresockenmötet" Alanäs-Bodum-Tåsjö. Härifrån avgränsas socknen i nordost av Tåsjö socken, som i likhet med Bodums socken ligger i Ångermanland.
I sydväst och i väster avgränsas socknen av Ströms socken. I dess södra del har socknen byarna Havsnäs, Alanäset och Gubbhögen, vilka alla ligger längs Flåsjöns sydvästra sida. Cirka åtta km sydväst om Gubbhögen ligger byn Ringvattnet och längre västerut i socknen ligger Lidsjöberg. Lidsjöberg ligger invid Gärdsjön (287 m ö.h.), som är en del av Ströms Vattudal.
I norr, strax söder om Blomsterberget, ligger byn Harrsjön. Längst upp i nordväst ligger Fånsjön (377 m ö.h.). Strax väster om lågfjället Midsommarfjället ligger ett "fyrsockenmöte", Alanäs-Ström-Frostviken-Tåsjö. Alanäs socken gränsar dock inte mot Frostvikens socken, utan denna sticker endast ned som en spets mellan Ströms socken och Tåsjö socken på platsen i fråga.

### Byar
| - Alanäset - Gubbhögen - Harrsjön - Havsnäs - Järvsand | - Lidsjöberg - Lillviken - Ringvattnet - Siljeåsen |

## Namnet
Namnet (1680 Ahlanääs) kommer från kyrkbyn. Efterleden näs syftar på det näs i Flåsjön där kyrkan och byn ligger. Förleden har en något oklarare tolkning. Sannolikt har det med det gamla verbet ala 'avla' att göra. Det finns en belagd sammansättning alakräk, som betyder 'avelskreatur', och namnet skulle då kunna betyda 'näset där man har avelskreatur'. Före 2 september 1936 skrevs namnet även Alanäsets socken.

## Historia
Från stenåldern finns boplatser, och fångstgropar.
Från medeltiden och framåt var Alanäs avradsland för bönderna i Ström, och området fick fast befolkning först under 1600-talet, delvis genom så kallad finnkolonisation. 
1923 hade Alanäs socken 1 909 invånare på ytan 917 km². 1923 hade socknen endast 733 hektar åker men hela 66 300 hektar skogsmark.

## Befolkningsutveckling
| Befolkningsutvecklingen i Alanäs socken 1810–2000                                                        | Befolkningsutvecklingen i Alanäs socken 1810–2000 | Befolkningsutvecklingen i Alanäs socken 1810–2000 | Befolkningsutvecklingen i Alanäs socken 1810–2000 | Befolkningsutvecklingen i Alanäs socken 1810–2000 |
| --- | ------------------------------------------------- | ------------------------------------------------- | ------------------------------------------------- | ------------------------------------------------- |
| |                                                   |                                                   |                                                   |                                                   |
| År |                                                   |                                                   | Folkmängd                                         |                                                   |
| 1810 | 1810                                              |                                                   | 149                                               |                                                   |
| 1820 | 1820                                              |                                                   | 271                                               |                                                   |
| 1830 | 1830                                              |                                                   | 290                                               |                                                   |
| 1840 | 1840                                              |                                                   | 317                                               |                                                   |
| 1850 | 1850                                              |                                                   | 423                                               |                                                   |
| 1860 | 1860                                              |                                                   | 555                                               |                                                   |
| 1870 | 1870                                              |                                                   | 777                                               |                                                   |
| 1880 | 1880                                              |                                                   | 1 000                                             |                                                   |
| 1890 | 1890                                              |                                                   | 1 273                                             |                                                   |
| 1900 | 1900                                              |                                                   | 1 534                                             |                                                   |
| 1910 | 1910                                              |                                                   | 1 715                                             |                                                   |
| 1920 | 1920                                              |                                                   | 1 892                                             |                                                   |
| 1930 | 1930                                              |                                                   | 1 958                                             |                                                   |
| 1940 | 1940                                              |                                                   | 1 881                                             |                                                   |
| 1950 | 1950                                              |                                                   | 1 678                                             |                                                   |
| 1960 | 1960                                              |                                                   | 1 496                                             |                                                   |
| 1970 | 1970                                              |                                                   | 989                                               |                                                   |
| 1980 | 1980                                              |                                                   | 717                                               |                                                   |
| 1990 | 1990                                              |                                                   | 614                                               |                                                   |
| 2000 | 2000                                              |                                                   | 468                                               |                                                   |
| Anm: Källor: Umeå universitet - Tabellverket 1749-1859, Demografiska databasen, CEDAR, Umeå universitet. |                                                   |                                                   |                                                   |                                                   |

## Kända personer från bygden
- Gustav Hedenvind-Eriksson
- Sigge Ericsson

### Fotnoter
1. 1 2  Svensk Uppslagsbok andra upplagan 1947–1955: Alanäs socken
2. 1 2  Harlén, Hans; Harlén Eivy (2003). Sverige från A till Ö: geografisk-historisk uppslagsbok. Stockholm: Kommentus. Libris 9337075. ISBN 91-7345-139-8
3. ↑  ”Församlingar”. Statistiska centralbyrån. https://www.scb.se/hitta-statistik/regional-statistik-och-kartor/regionala-indelningar/forsamlingar/. Läst 30 december 2022.
4. ↑  Administrativ historik för Alanäs socken (Klicka på församlingsposten). Källa: Nationella arkivdatabasen, Riksarkivet.
5. 1 2  Sjögren, Otto (1935). Sverige geografisk beskrivning del 5 Örebro, Västmanlands, Kopparbergs län och Norrlandslänen. Stockholm: Wahlström & Widstrand. Libris 9942
6. 1 2 3  Nationalencyklopedin
7. ↑  Mats Wahlberg, red (2003). Svenskt ortnamnslexikon. Uppsala: Institutet för språk och folkminnen. Libris 8998039. ISBN 91-7229-020-X. https://isof.diva-portal.org/smash/get/diva2:1175717/FULLTEXT02.pdf
8. ↑  Flemström, Bertil (1983). Ortnamn i Jämtland. Stockholm: AWE/Geber. Libris 7219610. ISBN 91-20-07028-4
9. ↑  Fornlämningar, Statens historiska museum: Alanäs socken
10. ↑  Fornminnesregistret, Riksantikvarieämbetet: Alanäs socken Fornminnen i socknen erhålls på kartan genom att skriva in sockennamn (utan "socken") i "Ange geografiskt område"